# Acid arsenic
Acidul arsenic este un acid foarte rar, anorganic, cu formula chimică H3AsO4. 
Prin denumirea de acid arsenic, se înțelege acidul ortoarsenic (H3AsO4×1/2 H2O) și ceilalți hidrați ai anhidridei arsenice (acizi piro- sau meta-arsenici etc.). Ei cristalizează sub forma unor ace incolore și sunt otrăvuri mortale.
Acidul arsenic servește în mod special la fabricarea coloranților organici (fucsină etc.), a arseniaților sau a derivaților organici ai arsenului utilizați ca medicamente sau ca insecticide.